# Michele Ruggieri
Michele Ruggieri SJ (chinesisch 羅明堅, Pinyin Luó Míngjiān; * 1543 in Spinazzola; † 11. Mai 1607 in Salerno) war ein italienischer Priester, einer der Gründerväter der jesuitischen Chinamission und der Co-Autor des ersten portugiesisch-chinesischen Wörterbuchs. Dadurch kann man ihn als einen der ersten europäischen Sinologen bezeichnen.

## Jugend und Bildung
Pompilio Ruggieri wurde 1543 in Spinazzola, Apulien, geboren und erwarb in Neapel einen Doktor beider Rechte (in utroque iure), also in kanonischem und in Zivilrecht, und wurde daraufhin von Philipp II. von Sizilien und Neapel in seiner Verwaltung angestellt. Am 27. Oktober 1572 trat er in Rom in die Gesellschaft Jesu ein und nahm den Ordensnamen Michele an. Nach der geistlichen Ausbildung meldete sich Ruggieri für die Mission in Asien und begab sich zunächst nach Lissabon, wo er im März 1578 zum Priester geweiht wurde, während er auf ein Schiff wartete, das ihn nach Goa bringen sollte.

## Missionar in Indien und China

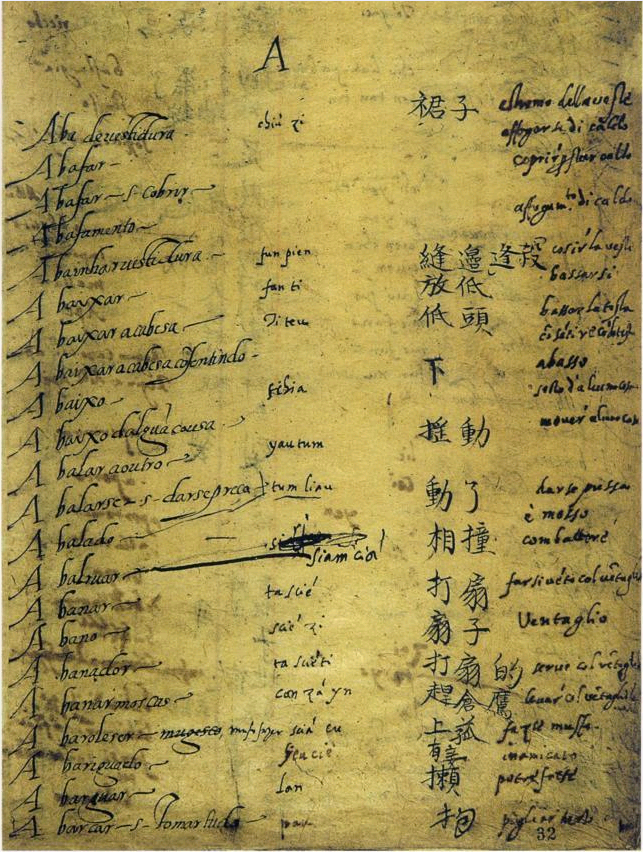
Eine Manuskriptseite des Portugiesisch-Chinesischen Wörterbuchs von Ruggieri, Ricci & Fernandez, um 1583–88.

Ruggieri verließ Europa zusammen mit Rudolph Acquaviva, Matteo Ricci und anderen. Er erreichte Portugiesisch-Indien im September 1578 und begann unmittelbar mit dem Sprachstudium der Sprachen der Malabarküste. Schon nach 6 Monaten war er so weit, dass er die Beichte abnehmen konnte. Es war diese Sprachbegabung, die ihn zu einem idealen Mitarbeiter der jesuitischen China-Mission machte.
Ruggieri wurde nach Macau entsandt, um Chinesisch zu lernen und die Bräuche zu studieren. Dort kam er am 20. Juli 1579 an. Wieder begann er unmittelbar mit dem Studium. In dieser Zeit gründete er auch das Shengma’erding Jingyuan („St.-Martin-Haus“), die erste Schule zum Chinesisch-Unterricht für Ausländer. Es war ihm bewusst, dass er nur der Erste sein würde in einer Reihe von vielen, die nach ihm kommen würden.
Ruggieris und Riccis Ziel war, sich irgendwo im „echten“ China anzusiedeln, nicht nur in Macao. Um eine Umsiedlung vorzubereiten, machte Ruggieri eine Reihe von Reisen nach Canton (Guangzhou) und  Zhaoqing (der damaligen Residenz des Generalgouverneurs von Guangdong und Guangxi). Dabei knüpfte er nützliche Kontakte zu den Behörden. Er war also auch einer der ersten christlichen Missionare, die in der Ming-Dynastie ins Innere Chinas vorstießen. Nach einigen vergeblichen Versuchen, die Erlaubnis für eine dauerhafte Mission in China zu erreichen, erhielt er schließlich 1582 die Erlaubnis. 1583 zogen Ricci und Ruggieri nach Zhaoqing. Damit war die erste Etappe des „langen Aufstiegs“ der Jesuiten nach Peking geschafft.
1584 veröffentlichte Ruggieri den ersten chinesischen Katechismus. Von Zhaoqing aus besuchte er Dörfer der Region und taufte mehrere Familien, die zum Kern der ersten christlichen Gemeinden in der Region wurden.
Vermutlich zwischen 1583 und 1588 arbeitete Ruggieri zusammen mit Matteo Ricci an dem Portugiesisch-Chinesischen Wörterbuch, dem ersten Wörterbuch einer europäischen Sprache und des Chinesischen. Dafür entwickelten sie auch ein Umschriftsystem, um die chinesischen Zeichen mit lateinischen Buchstaben darzustellen. Ein chinesischer jesuitischer Laienbruder Sebastiano Fernandez, der in Macau aufgewachsen und ausgebildet worden war, unterstützte sie bei diesem Werk. Leider wurde das Manuskript in den Archiven der Jesuiten in Rom verlegt und erst 1934 von Pasquale d’Elia SJ (1890–1963) wiederentdeckt. Es wurde 2001 herausgegeben.
Ruggieri wird auch die erste Sammlung handgeschriebener Karten von China zugeschrieben, die von chinesischen Quellen ins Lateinische übersetzt wurden. Diese Karten stammen von ca. 1606 und sind damit beinahe fünfzig Jahre älter als die Manuskript-Karten von Michael Boym und der Novus Atlas Sinensis von Martino Martini. Das Manuskript befindet sich heute im Staatsarchiv in Rom unter der Nummer ms. 493.

## Rückkehr nach Europa
Im November 1588 kehrte Ruggieri von China nach Rom zurück, um den Papst zu bitten, eine diplomatische Mission an den Kaiser Wanli zu entsenden. Diesen Plan hatten die Jesuiten erdacht, um an den Kaiserhof in Peking zu kommen. Ruggieri hatte jedoch keinen Erfolg: die Päpste starben nacheinander, seine eigene Gesundheit versagte und schließlich zog sich der erschöpfte Jesuit nach Salerno zurück.
In Salerno führte er noch seine Arbeiten weiter, um Kenntnisse über China in Europa zu verbreiten. Dort vollendete er seine lateinische Übersetzung der Vier Bücher der konfuzianischen Philosophie, verfasste Gedichte in Chinesisch und verbreitete Kopien der Karten, die er aus Zhaoqing mitgebracht hatte. In der Schule von Salerno wurde er als Beichtvater und geistlicher Begleiter stark beansprucht. Er starb am 11. Mai 1607.

## Werke
- Atlante della Cina di Michele Ruggieri S.I. Faksimile. Hrsg. v. Eugenio Lo Sardo. Istituto poligrafico e Zecca dello Stato, Rom 1993, ISBN 88-240-0380-X.
- La filosofía Moral de Confucio. Hrsg. v. Thierry Meynard und Roberto Villasante SJ.. Mensajero & Sal Terrae & Universidad Pontificia de Comillas, GC Loyola, Madrid 2018.